# Afro (Währung)

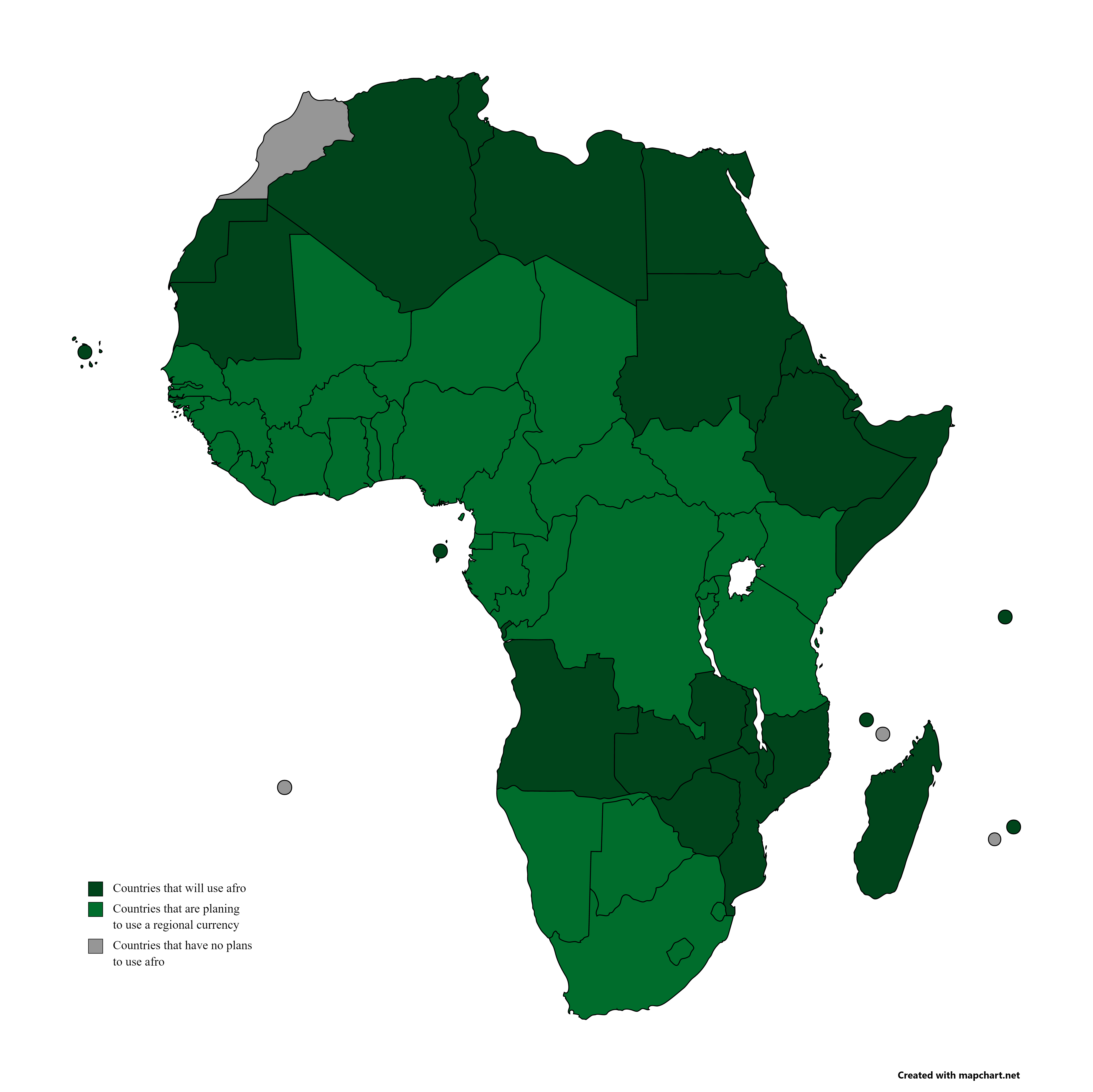

Der Afro ist die vorgeschlagene offizielle Währung der Afrikanischen Union.
Der Abuja-Vertrag ist ein internationales Abkommen, das am 3. Juni 1991 in Abuja, Nigeria unterzeichnet wurde. Der Vertrag begründete die Afrikanische Wirtschaftsgemeinschaft und deckt fast ganz Afrika ab. Der Zeitplan im Abuja-Vertrag sieht vor, den Afro bis 2028 durch die Afrikanische Zentralbank einzuführen.
2018 sprach sich der südafrikanische Präsident Cyril Ramaphosa für eine Einheitswährung in Afrika aus. Diese könnte zunächst auch nur als Digitalwährung eingeführt werden. Der Meinung eines Experten nach müsste die Währung an den Südafrikanischen Rand gekoppelt werden.

## Einzelne Standpunkte der Staaten
Ägypten, Eswatini und Lesotho haben Vorbehalte über den genauen Zeitpunkt der Währungsunion und haben den Wunsch nach einer Zwei- bis Drei-Jahres-Verzögerung geäußert. Der Südafrikanische Rand gilt derzeit als gesetzliches oder akzeptiertes Zahlungsmittel in Südafrika, Eswatini, Lesotho und Namibia, da diese mit der Common Monetary Area einen gemeinsamen Währungsraum bilden.
Die Seychellen sind wegen wirtschaftlicher Ängste nicht beigetreten und wollen wie Kap Verde versuchen, sich dem Euro zu einem späteren Zeitpunkt anzuschließen. Der Status von u. a. Eritrea, dem Südsudan und Marokko ist unklar.

## Unterzeichner
Die Unterzeichner des Vertrags sind:
| Ägypten c e                    | Kap Verde c f                  | Ruanda                |
| Algerien                       | Kenia                          | Westsahara e          |
| Angola                         | Komoren                        | Sambia                |
| Äquatorialguinea b             | Demokratische Republik Kongo e | São Tomé und Príncipe |
| Äthiopien                      | Republik Kongo b               | Senegal b             |
| Benin b                        | Lesotho a c                    | Seychellen c f        |
| Botswana                       | Liberia d e                    | Sierra Leone d        |
| Burkina Faso b                 | Libyen                         | Simbabwe a e          |
| Burundi                        | Madagaskar                     | Somalia               |
| Dschibuti                      | Malawi                         | Sudan                 |
| Elfenbeinküste b               | Mali b                         | Südafrika a           |
| Gabun b                        | Mauretanien                    | Eswatini a c          |
| Gambia d                       | Mauritius                      | Tansania              |
| Ghana d                        | Mosambik                       | Tschad b              |
| Guinea d                       | Namibia a                      | Togo b                |
| Guinea-Bissau b                | Niger b                        | Tunesien              |
| Kamerun b                      | Nigeria d                      | Uganda                |
| Zentralafrikanische Republik b |                                |                       |